# Nicolae Pescaru
Nicolae Pescaru (n. 27 martie 1943, Breaza, România – d. 25 mai 2019, Mihăești, Vâlcea, România) a fost un fotbalist român, care a jucat în Echipa națională de fotbal a României la Campionatul Mondial de Fotbal din Mexic, 1970.
Acesta a jucat o mare parte din cariera sa la Steagul Roșu Brașov, unde a înscris 62 de goluri în 311 de meciuri, fiind jucătorul cu cele mai multe goluri și prezențe de la această echipă.
Primul meci disputat în Divizia A de Nicolae Pescaru a fost Steagul Roșu Brașov - Știința Cluj, 4-2, disputat pe 23 septembrie 1962. Ultima partidă disputată de Pescaru în prima scenă a fotbalului românesc a avut loc pe data de 23 noiembrie 1980, Progresul București - FCM Brașov, 3-1.
În martie 2008 a fost decorat cu Ordinul „Meritul Sportiv” clasa a III-a, „în semn de apreciere pentru participarea la Turneul Final al Campionatului Mondial de Fotbal din anul 1970 din Mexic și pentru întreaga activitate”.

## Legături externe
- Materiale media legate de Nicolae Pescaru la Wikimedia Commons
- Nicolae Pescaru la romaniansoccer.ro